# 希望與榮耀
《希望與榮耀》（英語：Hope and Glory）是于1987年上映的一部正喜剧-戰爭電影，由約翰·鮑曼編寫劇本、製作以及導演。並以自身第二次世界大战時期在倫敦的成長經歷爲基礎創作。電影的名稱來源於英國傳統愛國主義歌曲《希望与光荣的土地》，由哥倫比亞影業發佈。主要講述了羅南一家的遭遇，以及通過其子比利（塞巴斯蒂安·賴斯-愛德華兹 飾）之所見看到的他們的親身經歷。
該電影在評論界與商業界均獲得了好評，曾榮獲金球獎最佳音樂及喜劇電影以及5項奥斯卡金像奖提名，包括但不限於最佳影片獎、最佳導演獎和最佳原創劇本獎。除此之外，電影同樣獲得了13項英国电影学院奖提名，並榮獲最佳女配角獎（苏姗·伍尔德里奇）。

## 外部鏈接
- 互联网电影数据库（IMDb）上《希望與榮耀》的资料（英文）
- 豆瓣电影上《希望與榮耀》的資料 （简体中文）
- AllMovie上《希望與榮耀》的资料（英文）
- Box Office Mojo上《希望與榮耀》的資料（英文）
- 爛番茄上《希望與榮耀》的資料（英文）